# Monoblastozous
Els monoblastozous (Monoblastozoa) són un embrancament del regne animal de dubtosa existència i encara més dubtosa filiació. Es basa en l'espècie, Salinella salve, que va ser descrita per Fenzel l'any 1892 procedent de dues salines de Córdoba (Argentina); la seva descripció és tan ambigua i imprecisa que no s'ha pogut caracteritzar amb precisió donat que mai s'ha tornat a observar.
Es tracta d'organismes més organitzats que els protozous, però són organismes multicel·lulars molt primitius. Estan caracteritzats per parts anteriors/posteriors distintives i estan fortament ciliats, especialment al voltant de la "boca" i l'"anus". Només tenen una capa de cèl·lules. Es reprodueixen asexualment per fissió transversal del cos. Tot i que es sospita que també tenen reproducció sexual, no hi ha proves que es doni.